# Richard Norton
Richard Norton (Australia, 6 de enero de 1950-Melbourne, 30 de marzo de 2025) fue un artista marcial y actor de cine y televisión australiano.

## Carrera artística
Trabajó inicialmente como guardaespaldas en la industria del entretenimiento antes de iniciar una carrera en la actuación. Su primera aparición en el cine fue en la película de Chuck Norris de 1980 The Octagon, y a la fecha ha actuado en más de 70 producciones de cine y televisión. En su filmografía también se destacan sus dos colaboraciones con Jackie Chan: City Hunter de 1993 y Mr. Nice Guy de 1997. También se ha destacado como coordinador de escenas de combate, aportando su conocimiento en ese campo en la película Escuadrón suicida de 2016.

## Fallecimiento
Falleció en su casa en Melbourne, Australia, su publicista informó su muerte el 28 de marzo de 2025.

## Filmografía seleccionada

### Cine y televisión
- The Octagon (1980) – Kyo
- Force: Five (1981) – Ezekiel
- Marcado para Morir (1982) - Herb
- American Ninja (1985) – MP
- Gymkata (1985) - Zamir
- Twinkle, Twinckle Lucky Stars (1985) - Caucasian Assassin
- Shanghai Express (1986) - un Bandit
- El Cristal Mágico (1986 - Karov
- Cazadores del Futuro (1986) - Matthew
- Equalizer 2000 (1987) – Slade
- Dragones de Papel (1987) - Armstrong
- Blood Street (1988) - Boyd
- Hyper Space (1989) - Thomas Stanton
- Operacion Rambo (1989) - Col. Brad Cooper
- China O`Brien (1990) - Matt Conroy
- La Espada de Bushido (1990) - Zac Connors
- Lady Dragon (1990) – Ludwig Hauptman
- China O`Brien II (1991) - Mat Conroy
- Rage And Honor (1992) - Preston Michaels
- El Guerrero del Sol (1992) - Brodie
- Ironheart (1992) - Milverstead
- Rage And Honor II (1993) - Preston Michaels
- City Hunter (1993) – MacDonald
- Walker, Texas Ranger (1993) - Varios roles
- CyberTracker (1994) - Ross
- Impacto Directo (1994) - Rogers
- Deathfight (1994) - Jack Dameron
- Golpe Final (1995) - Frank Torrence
- Mr. Nice Guy (1997) – Giancarlo
- Executive Command (Strategic Command) (1997) - Carlos Gruber
- Trueno Negro (1998) - Rather
- Amazons and Gladiators (2001) – Lucius
- Al Limite de la Ley (2002) - Tom Snake Sasso
- Amnesia Fatal (2003) - Carter Tallerin
- Road House 2 (2006) – Victor Cross
- Under A Red Moon (2009) - Jonathan Dunn
- Spartacus: The War of the Damned (2013) – Hilarus
- Mad Max: Fury Road (2015) – Emperador
- El Ultimo Combate (2024) - Unknown